# Rafał Gunajew
Rafał Gunajew (ur. 24 listopada 1976 w Kwidzynie, zm. 30 stycznia 2016) – polski szachista i sędzia szachowy, mistrz FIDE od 2010.

## Kariera szachowa
Największe sukcesy odnosił w rywalizacji szachistów niewidomych i słabowidzących. W latach 2007, 2009, 2010 i 2013 czterokrotnie zdobył tytuły Mistrza Polski Niewidomych. W 2009 podzielił 3. miejsce w międzynarodowym turnieju Pilsen Open 2009 w Pilźnie. W 2010 zajął 15. miejsce w rozegranych w Belgradzie Indywidualnych Mistrzostwach Świata Międzynarodowego Stowarzyszenia Szachistów Niewidomych, natomiast w 2011 zajął 12. miejsce w Indywidualnych Mistrzostwach Europy w Rodos. Pomiędzy 2000 a 2012 czterokrotnie reprezentował Polskę na Olimpiadach Szachowych Niewidomych, zdobywając cztery medale – wspólnie z drużyną: złoty (2004) i srebrny (2000) oraz indywidualnie: srebrny (2012 – na III szachownicy) i brązowy (2000 – na IV szachownicy). W latach 1998–2013 był również pięciokrotnym uczestnikiem Drużynowych Mistrzostw Świata Niewidomych, zdobywając dziewięć medali – wspólnie z drużyną: dwa złote (2001, 2005), dwa srebrne (2010, 2013) i brązowy (1998) oraz indywidualnie: dwa złote (2001 – na IV szachownicy, 2010 – na II szachownicy) i dwa srebrne (2005 – na IV szachownicy, 2013 – na II szachownicy). oprócz tego, w 2002 wystąpił w reprezentacji Międzynarodowego Stowarzyszenia Niewidomych Szachistów na szachowej olimpiadzie w Bledzie, zdobywając 4 pkt w 11 partiach.
Najwyższy ranking w karierze osiągnął 1 lipca 2010, z wynikiem 2324 punktów zajmował wówczas 118. miejsce wśród polskich szachistów.